# 田径

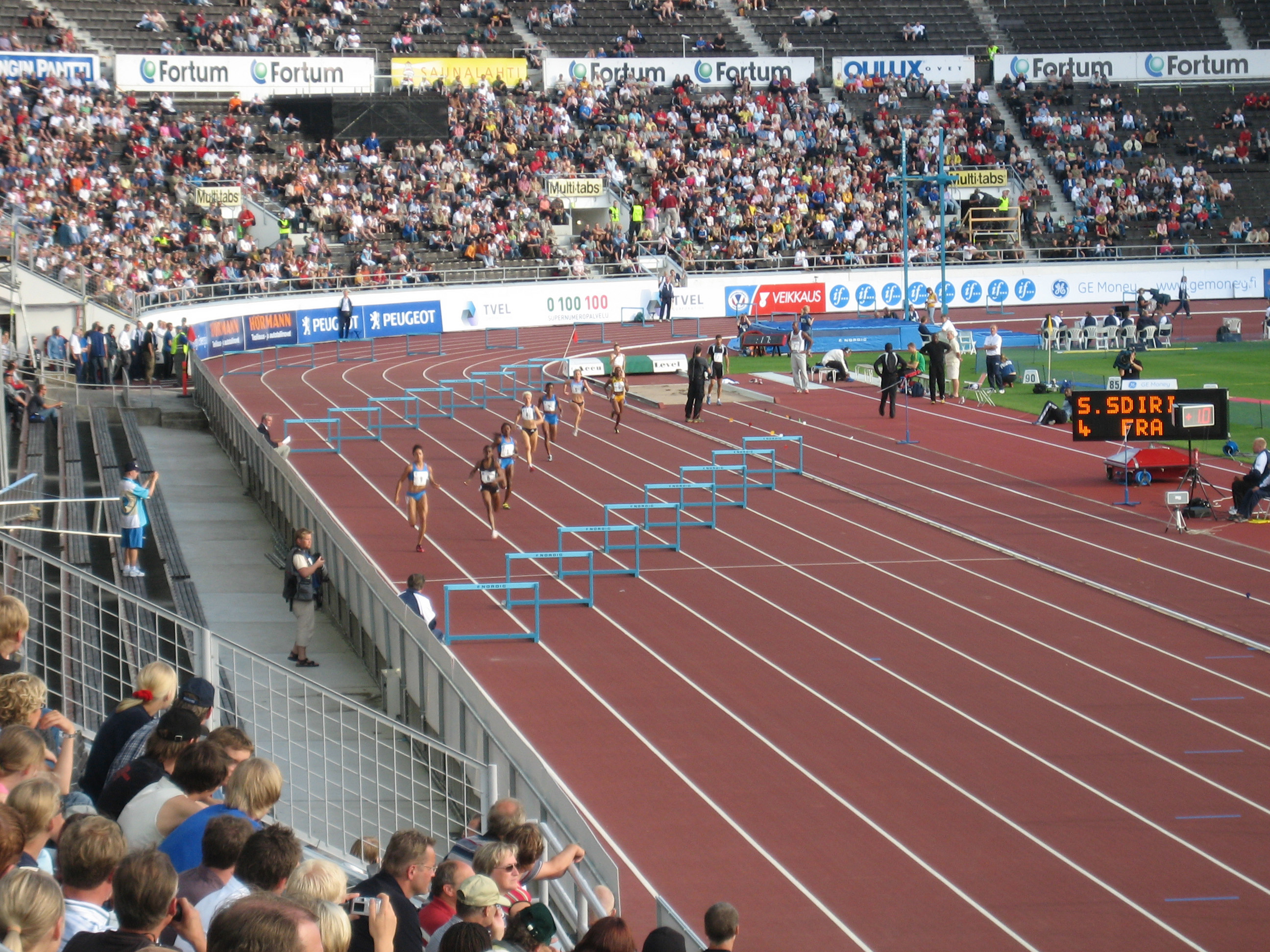
芬蘭赫爾辛基奧運中舉行的女子四百公尺跨欄賽

田径（英语：Athletics），或称田径运动（英语：Sport of Athletics）、陸上競技，田賽和徑賽（英语：Track and Field）的統稱，是人類最傳統的運動項目。以高度和距离长度计算成绩的跳跃、投掷项目叫“田赛”，以时间计算成绩的竞走和跑的项目叫“径赛”。田径比赛由田赛、径赛、公路路跑、競走和越野賽跑组成，此外还包括部分田赛和径赛项目组成的“十項全能”。田径比賽本身簡單，不需要甚至不必用到昂貴的設備，因此田径比賽是世界上最多人比賽的體育項目。田径比賽大部份是個人性的運動，不過像接力賽跑或是一些團隊一起計分的比賽，會考慮團體的成績。
田径在公元前776年古希腊的第一届古代奥运会即为比赛项目。1896年第一届现代奥运会上，田径的走、跑、跳跃、投掷等成为主要竞技项目。1900年巴黎第二届奥运会，首次增加了女子田径比赛。許多現代的最頂級比賽是由国际田径联合会（IAAF）以及成員協會所舉行。
田径是夏季奥林匹克运动会的主要項目之一。最重要的國際田徑比賽是世界田径锦标赛，其中包括田徑賽，馬拉松比賽和競走賽。其他頂級的比賽有世界越野錦標賽及世界半程馬拉松錦標賽。夏季帕拉林匹克運動會及IPC Athletics World Championships則是全世界身體殘疾田径選手的頂級比賽。

## 分類
- 田赛可分为跳跃、投掷两类项目
  - 跳跃，包括跳高、撑竿跳、跳远、三级跳；
  - 投掷，包括铅球、铁饼、标枪、鏈球
- 径赛，可分为短距離、中距離、長距離、接力跑、跨栏和障碍跑；
- 公路跑，必须在公路上进行，有各种距离的公路跑和公路接力跑，包括半程马拉松、马拉松等；
- 竞走，均可在体育场内或场外进行；
- 越野賽跑，必须在原野、草地等自然环境中进行。

## 奧運會與世錦賽項目
表示目前比賽項目

### 目前比賽項目
| 項目              | 奧運會狀態         | 奧運會狀態      | 世界錦標賽狀態     | 世界錦標賽狀態     | 世界室內錦標賽狀態 | 世界室內錦標賽狀態 |
| 項目              | 男子組             | 女子組          | 男子組             | 女子組             | 男子組             | 女子組             |
| ----------------- | ------------------ | --------------- | ------------------ | ------------------ | ------------------ | ------------------ |
| 60公尺            | 1900-1904          |                 |                    |                    | 1985-現在          | 1985-現在          |
| 100公尺           | 1896-現在          | 1928-現在       | 1983-現在          | 1983-現在          |                    |                    |
| 200公尺           | 1900-現在          | 1948-現在       | 1983-現在          | 1983-現在          | 1985-2004          | 1985-2004          |
| 400公尺           | 1896-現在          | 1964-現在       | 1983-現在          | 1983-現在          | 1985-現在          | 1985-現在          |
| 800公尺           | 1896-現在          | 1928, 1960-現在 | 1983-現在          | 1983-現在          | 1985-現在          | 1985-現在          |
| 1500公尺          | 1896-現在          | 1972-現在       | 1983-現在          | 1983-現在          | 1985-現在          | 1985-現在          |
| 3000公尺          |                    | 1984-1992       |                    | 1983-1993          | 1985-現在          | 1985-現在          |
| 5000公尺          | 1912-現在          | 1996-現在       | 1983-現在          | 1995-現在          |                    |                    |
| 10000公尺         | 1912-現在          | 1988-現在       | 1983-現在          | 1987-現在          |                    |                    |
| 60公尺跨欄        |                    |                 |                    |                    | 1985-現在          | 1985-現在          |
| 100公尺跨欄       |                    | 1972-現在       |                    | 1983-現在          |                    |                    |
| 110公尺跨欄       | 1896-現在          |                 | 1983-現在          |                    |                    |                    |
| 400公尺跨欄       | 1900-現在 (1912無) | 1984-現在       | 1983-現在          | 1983-現在          |                    |                    |
| 3000公尺障礙賽    | 1920-現在          | 2008-現在       | 1983-現在          | 2005-現在          |                    |                    |
| 半程馬拉松 (道路) |                    |                 | 1992-現在 (2006無) | 1992-現在 (2006無) |                    |                    |
| 馬拉松 (道路)     | 1896-現在          | 1984-現在       | 1983-現在          | 1983-現在          |                    |                    |
| 20公里競走 (道路) | 1956-現在          | 2000-現在       | 1983-現在          | 1999-現在          |                    |                    |
| 50公里競走 (道路) | 1932-現在 (1976無) |                 | 1983-現在          | 2017-現在          |                    |                    |
| 越野跑            | 1912-1924          |                 | 1973-現在          | 1973-現在          |                    |                    |
| 4×100公尺接力     | 1912-現在          | 1928-現在       | 1983-現在          | 1983-現在          |                    |                    |
| 4×400公尺接力     | 1912-現在          | 1972-現在       | 1983-現在          | 1983-現在          | 1991-現在          | 1991-現在          |
| 跳高              | 1896-現在          | 1928-現在       | 1983-現在          | 1983-現在          | 1985-現在          | 1985-現在          |
| 撐竿跳高          | 1896-現在          | 2000-現在       | 1983-現在          | 1999-現在          | 1985-現在          | 1997-現在          |
| 跳遠              | 1896-現在          | 1948-現在       | 1983-現在          | 1983-現在          | 1985-現在          | 1985-現在          |
| 三級跳遠          | 1896-現在          | 1996-現在       | 1983-現在          | 1993-現在          | 1985-現在          | 1993-現在          |
| 鉛球              | 1896-現在          | 1948-現在       | 1983-現在          | 1983-現在          | 1985-現在          | 1985-現在          |
| 鐵餅              | 1896-現在          | 1928-現在       | 1983-現在          | 1983-現在          |                    |                    |
| 鏈球              | 1900-現在          | 2000-現在       | 1983-現在          | 1999-現在          |                    |                    |
| 標槍              | 1908-現在          | 1932-現在       | 1983-現在          | 1983-現在          |                    |                    |
| 五項全能          | 1912-1924          | 1964-1980       |                    |                    |                    | 1995-現在          |
| 七項全能          |                    | 1984-現在       |                    | 1983-現在          | 1995-現在          |                    |
| 十項全能          | 1912-現在          |                 | 1983-現在          |                    |                    |                    |

### 以往比賽項目
| 項目                 | 奧運會狀態           | 奧運會狀態 | 世界錦標賽狀態 | 世界錦標賽狀態 | 世界室內錦標賽狀態 | 世界室內錦標賽狀態 |
| 項目                 | 男子組               | 女子組     | 男子組         | 女子組         | 男子組             | 女子組             |
| -------------------- | -------------------- | ---------- | -------------- | -------------- | ------------------ | ------------------ |
| 80公尺跨欄           |                      | 1932-1968  |                |                |                    |                    |
| 200公尺跨欄          | 1900-1904            |            |                |                |                    |                    |
| 3000公尺團體競走     | 1912-1924            |            |                |                |                    |                    |
| 短途越野賽           |                      |            | 1998-2006      | 1998-2006      |                    |                    |
| 3000公尺競走 (場地)  |                      |            |                |                |                    | 1985-1993          |
| 5000公尺競走 (場地)  |                      |            |                |                | 1985-1993          |                    |
| 10000公尺競走 (場地) | 1912-1924, 1948-1952 | 1992-1996  |                | 1987-1997      |                    |                    |
| 10公里 (道路)        |                      |            |                | 1983-1984      |                    |                    |
| 15公里 (道路)        |                      |            |                | 1985-1991      |                    |                    |
| 20公里 (道路)        |                      |            | 2006           | 2006           |                    |                    |
| 異程接力             | 1908                 |            |                |                |                    |                    |
| 馬拉松公路接力       |                      |            | 1992-1998      | 1992-1998      |                    |                    |
| 立定跳高             | 1900-1912            |            |                |                |                    |                    |
| 立定跳遠             | 1900-1912            |            |                |                |                    |                    |
| 立定三級跳遠         | 1900-1904            |            |                |                |                    |                    |
| 56磅擲重物           | 1904, 1920           |            |                |                |                    |                    |

注意：此列表不包括夏季奧林匹克運動會前六屆只出現過一次的比賽項目

## 殘障田徑

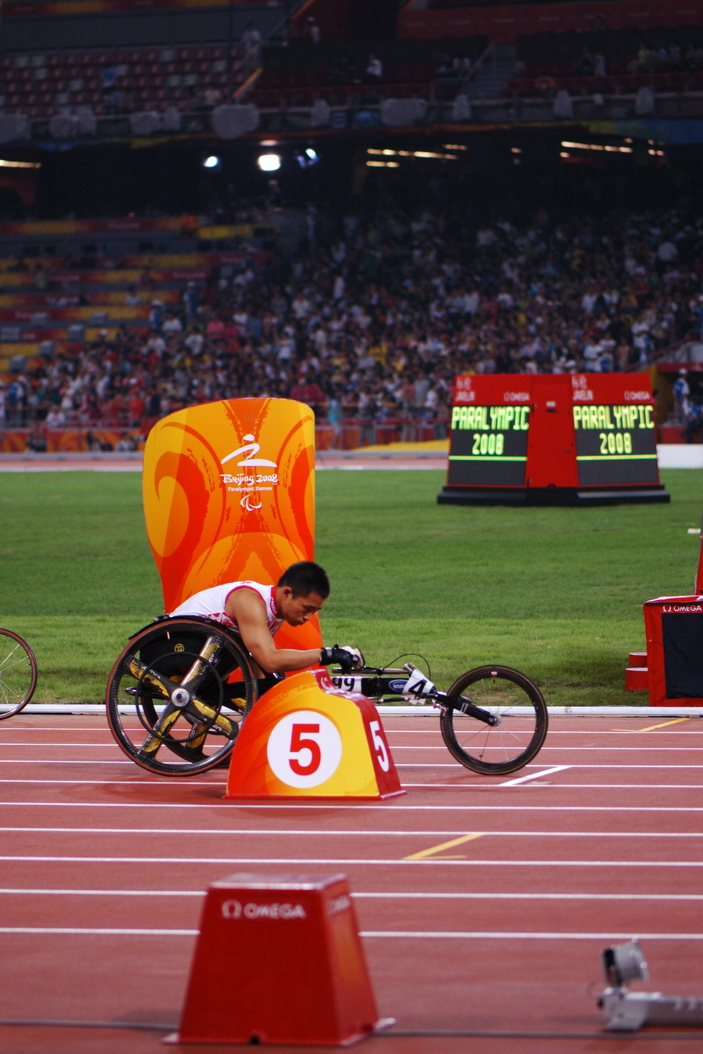
2008年夏季残奥会田径比赛中轮椅竞速比賽的參賽者

自1952年起，開始有一些針對肢體殘障田徑選手的國際性比賽。國際帕拉林匹克委員會監管上述的田徑比賽，並且舉辦残奥会，残奥会首次舉辦是在1960年，田徑比賽也是其中的一項。
精英級別的比賽會依照其殘障情形來區分，讓有相近殘疾情形的運動員可以一起競賽。例如经典的T12田徑，是針對視力障礙運動員的徑賽。
- F = 田賽
- T = 徑賽
- 11–13 – 視力障礙，配合視力正常的引導者進行。
- 20 – 智力障礙
- 31–38 – 腦性麻痺
- 40–46 – 截肢及其他（包括侏儒症的運動員）
- 51–58 – 輪椅

在轮椅竞速比賽中，運動員是用較輕的竞速轮椅進行比賽。大部份主要的马拉松會有轮椅組，其他跑者則是用雙腿完成比賽。因為轮椅竞速者的速度，競賽規劃者不易在比賽開始時，適當區分轮椅竞速者及其他跑者。在2013年倫敦馬拉松中，Josh Cassidy（輪椅競速者）及蒂基·格拉納（領先的女性馬拉松跑者）之間的衝撞讓此一議題再度受到重視。
偶爾，肢體殘障的選手也會和肢體正常的選手一起競爭。視障選手Marla Runyan在2004年和2004年的奧運田徑賽中參賽，在1999泛美運動田徑運動會的1500公尺項目中贏得金牌。雙重截肢者奧斯卡·皮斯托利斯參加了2012年夏季奥林匹克运动会。皮斯托利在2011年世界田徑錦標賽中，成功進入了400米的半決賽，另外也參加了在南非舉辦的2011年世界田徑錦標賽 - 男子4×400米接力，最後獲得銀牌。在常青田徑賽中也常出現肢體殘障的田徑選手。視障的Ivy Granstrom在徑賽中在引導者帶領的情形下，創造多次常青田徑賽世界記錄。

## 規則
田徑運動的正式比賽有很多規則要求。短跑比賽的起跑，要求在發出槍響之前不能有任何起跑動作，否則會判罰取消比賽資格。跳遠比賽中，賽次每個只有三次試跳機會，每次起跳都要準確地在起跳線完成。如果起跳時超越了起跳線，則被判罰為一次起跳失敗。田徑比賽對每個項目都有規則要求，是為了保障每位參賽者，都能在平等的條件下比賽，保障公平競爭。

## 場地
專業的田徑比賽幾乎只在三種地方的一種地方：運動場舉行，而田徑場地可以在草地、林地或道路。這些場地可以確保比賽在一個較標準的方式進行，以及使運動員更安全，觀眾更享受。田徑比賽在場地上需要小小基本條件：大部份場地的空曠地區可以給場地提供基本跑步、跳躍和投擲比賽。

### 田徑場館

室外田徑賽場一個典型的佈局

一個標準的室外賽道長400米，和8條寬1.22米的賽道。早期的賽道可能會有非標準的長度，例如402.3米 (常出現在美國)。從歷史上看，賽道上有跑步專用的泥表面。現代的全天候跑道上則有合成的耐氣候性跑步表面，包含橡膠和聚氨酯或乳膠樹脂。
一個標準的 400 公尺田徑場會有八到十條跑道不等，由內道至外道，每增加一道，該圈的總距離便會增加 8 公尺，因此各個徑賽項目需因應不同距離，劃下相對應的起跑線位置
一個標準的室內軌道的設計和室外相似，但只長200米和有4至8條賽道，每條寬0.9至1.1米。

### 越野賽道

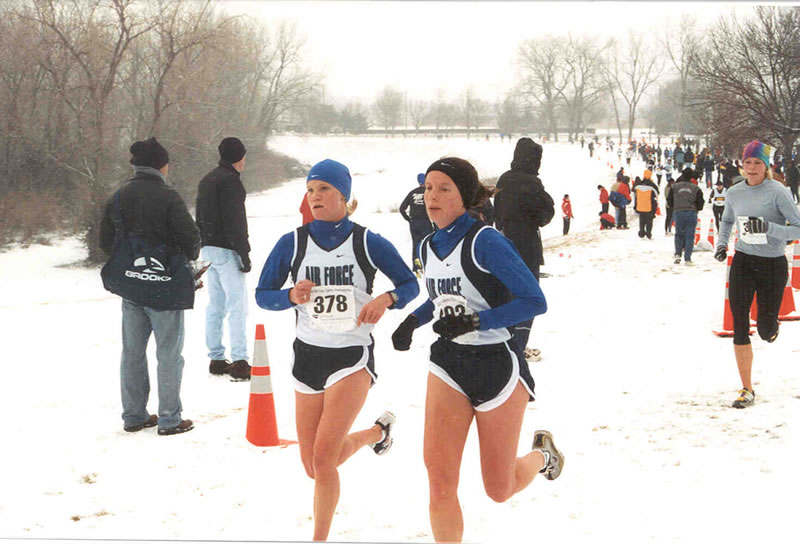
美國一個雪地越野賽道

越野賽道並沒有劃一的形式，而每個賽道都是按照環境而定–一些賽道比較平坦和無特徵，一些賽道會因自然障礙，曲折或起伏的地面而使賽道具挑戰性。由於特製的賽道很少，因此絕大多數的越野賽道是封鎖一個特定區域內任何關於自然地方，通常是公園，林地或民居附近的開放空間.

### 道路賽道

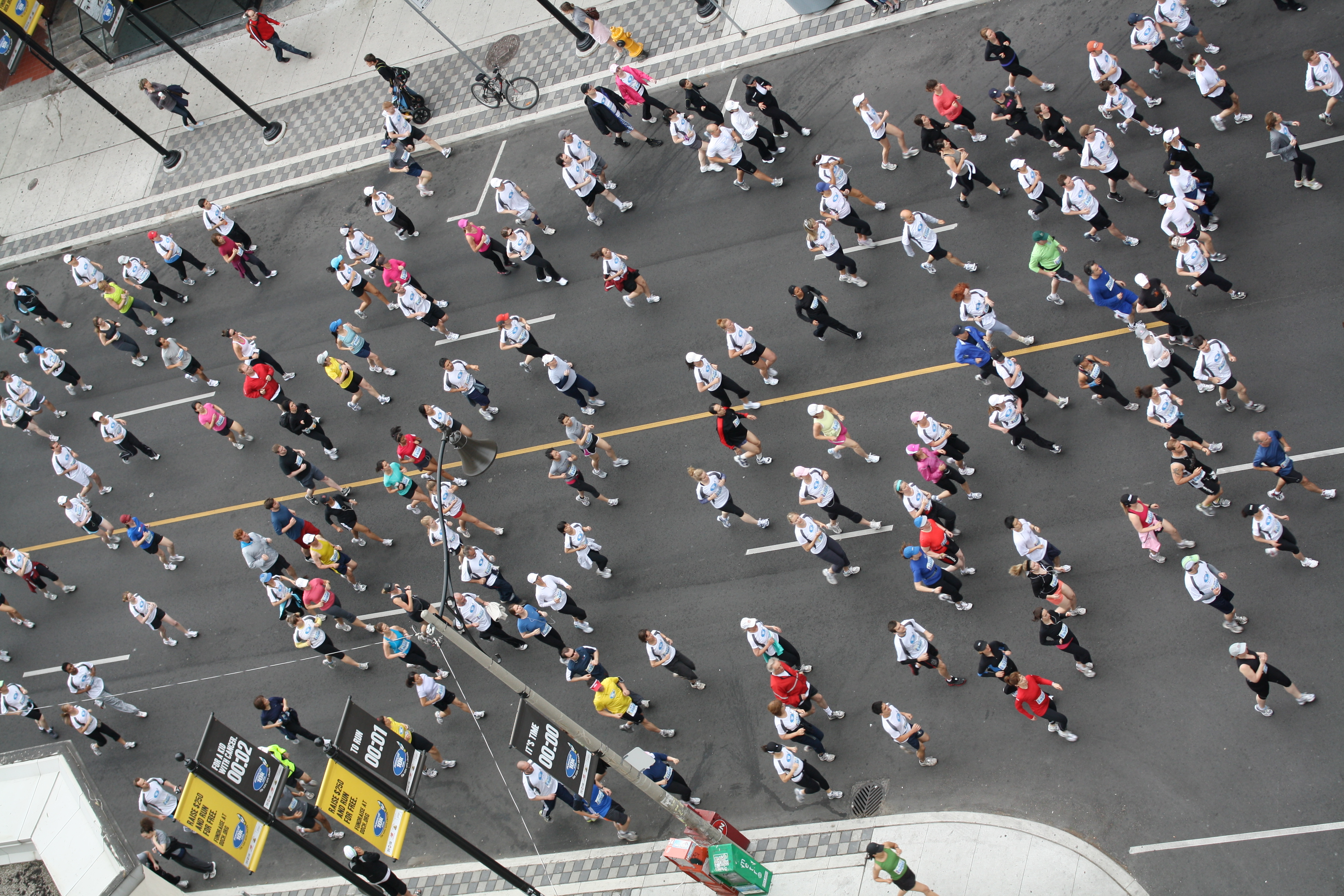
多倫多一個位於城市的道路賽道

國際田聯規定賽道必須是人造路﹑單車徑或行人路。典型道路賽事的賽道通常在城市中設立，而警方會封鎖比賽附近的交通。而軟地例如草地在道路賽事中會避免，賽事起點或終點會是軟地或田徑場館的跑道。
超過5公里的道路賽道通常為跑手在賽道旁的特定地方設立飲料或茶點站。

## 世界重大的田径赛事
- 奧林匹克運動會
- 世界田徑錦標賽
- 国际田联钻石联赛

## 管理

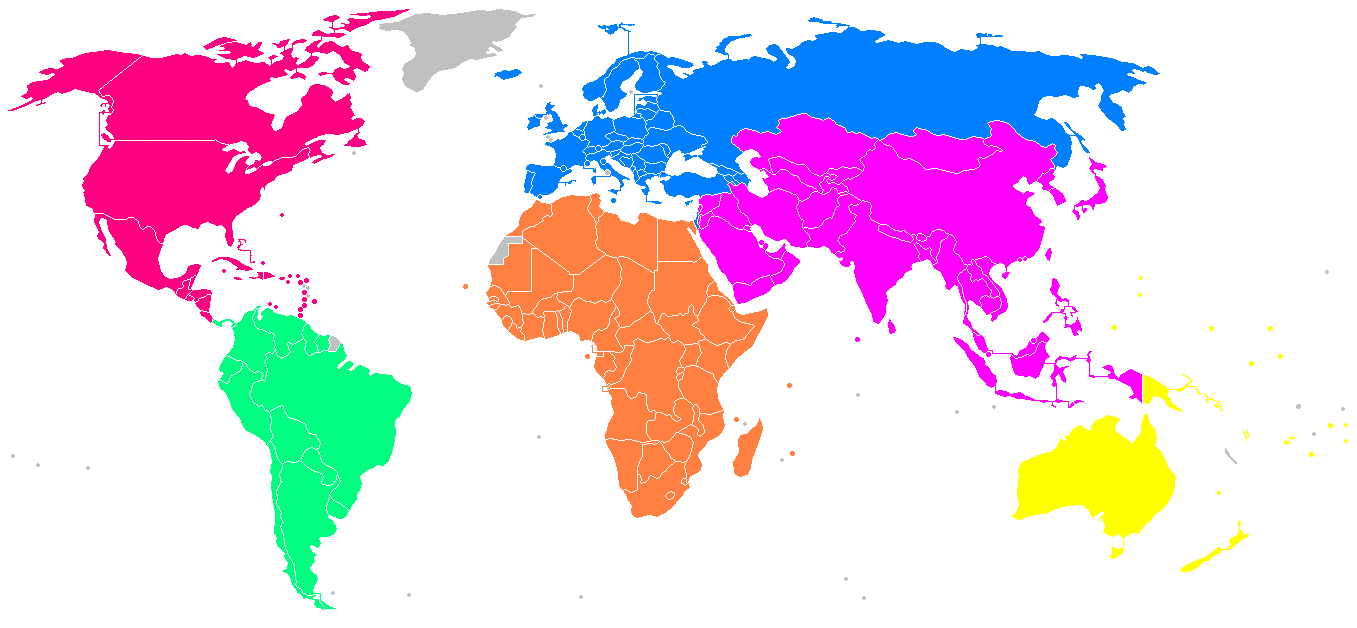
IAAF在六個洲的組織

田徑的國際管理機構是国际田径联合会（International Association of Athletics Federations，IAAF），自1912年成立以來就一直是田徑的國際管理機構。最早的名稱是国际業餘田径員联合会（International Amateur Athletics Federation），但在1970年代改為目前的名稱，也反映了田徑運動由業餘運動轉變為職業運動的過程。国际田径联合会有215個成員國及地區，依六個洲分為六個總會。六個總會分別是亞洲田徑總會、非洲田徑總會、歐洲田徑總會、大洋洲田徑總會、北美，中美洲和加勒比田徑協會及南美洲田徑協會。
- AAA – 亞洲田徑總會
- CAA – 非洲田徑總會
- CONSUDATLE – 南美洲田徑協會
- NACACAA – 北美，中美洲和加勒比田徑協會
- EAA – 歐洲田徑總會
- OAA – 大洋洲田徑總會

國家級的田徑組織負責管理國內的田徑活動，大部份的主要比賽也都經過國家的許可或是核准。

## 禁藥
基於公平及健康理由，國際田徑總會結合世界反運動禁藥機構，禁止田徑運動員使用某些用藥，如合成代謝類固醇、肽類激素、興奮劑或利尿劑等用藥。
這些措施主要是針對過去的禁藥濫用的負面歷史。前東德政府提供運動員興奮劑、激素及合成代謝類固醇，曾創造1960到 1980 年代東德運動員在田徑運動的崛起，甚至打破多項世界紀錄。醫學研究發現，一些長期採用興奮劑的前東德運動員，多有嚴重的健康問題。
根據運動醫學研究，在強大的競爭壓力下，部分運動員願意承擔法律和健康風險以提升表現，也就是所謂的「高盛困境」 (Goldman delimma)。國際田徑總會為防止競賽投機，運動員必須接受比賽前後的藥物反應測試。如有違規會受到處罰，如果情節嚴重，則會遭到一段期間的禁賽。從測試標準程序言，藥物反應的測試規定嚴格，如果運動員錯過測試、逃避測試、篡改測試，或拒絕測試，都會受到制裁。此外，如果運動員用藥在成分或效果上與禁藥相似，也有可能受到制裁。
2015年，國際體壇爆發俄羅斯體育禁藥問題，導致俄羅斯運動員在特定期間內，被完全禁止參與國際賽事。但此禁令仍留有特別通道，俄羅斯田徑運動員可向世界田徑總會申請 授權中立運動員，參加2016、2020年奧運會和2017、2022 年世界田徑錦標賽。

## 文化及媒體

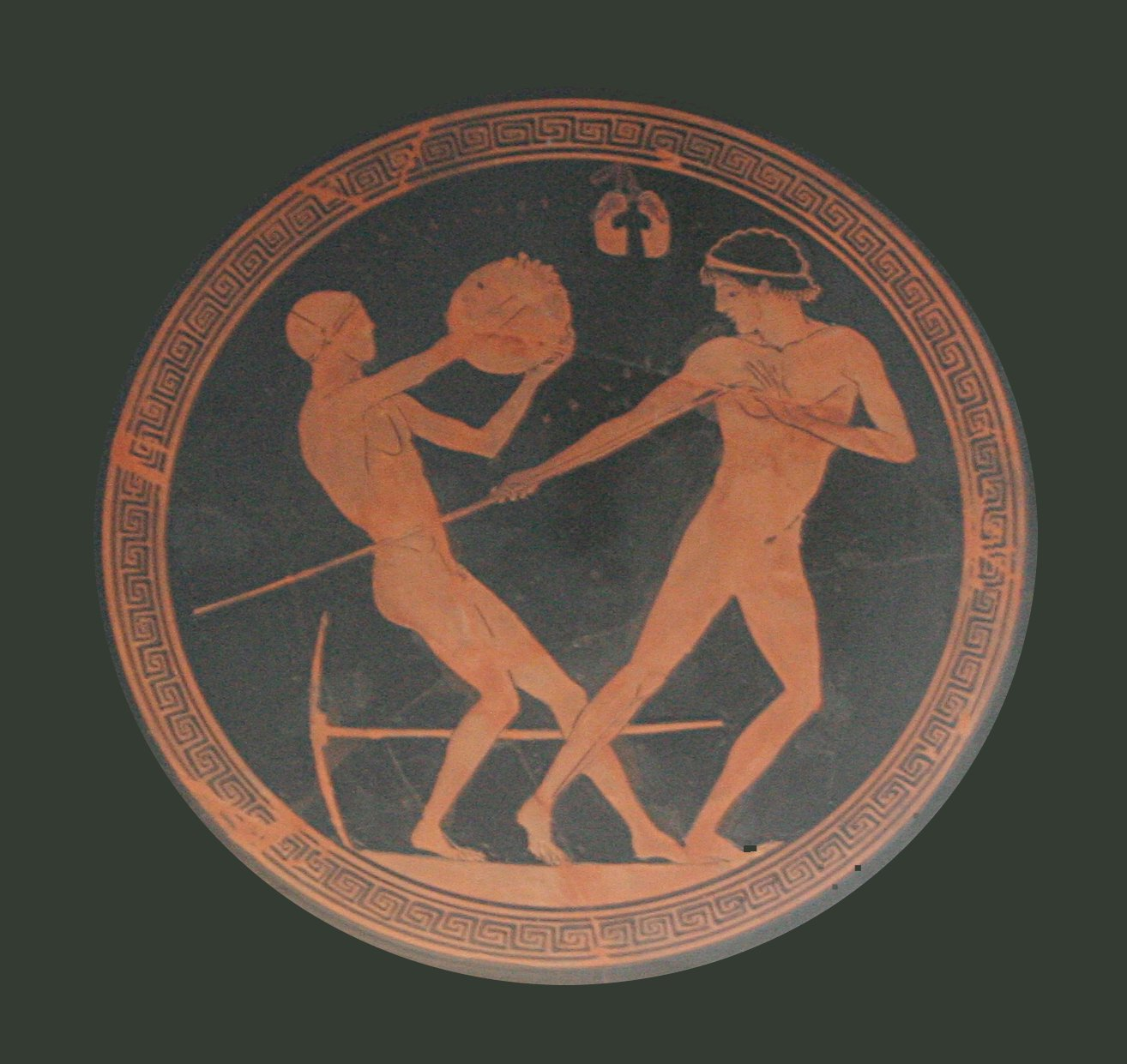
古希臘的陶器，上面有標槍和鐵餅

自古以來，田径運動以及田径運動員都是藝術中描繪的主題之一，例如西元前225年在古埃及陵墓中發現的跑步者和跳高者圖案。古希臘更多的描繪田径運動，而古代五項全能的比賽也是許多藝術品創作靈感的來源，例如《掷铁饼者》，也是許多陶器上的主題。亚里士多德在其著作《修辭學》中提到田径運動的重要性，也反映了當時代的運動美學：「可以承受各種努力的身體，包括是在賽跑場上的努力或是其身體的強健，這就是田径是五項全能中最美麗部份的原因。」
絕大多數有關田径運動的影片都是以賽跑為主：1962的電影《長跑者的寂寞》是由同名書籍改編，以長跑作為逃避的方式。1981年的《烈火戰車》可能是田径影片中最為人知的一部，是有關埃里克·利德爾及哈罗德·亚伯拉罕斯在1924年夏季奥林匹克运动会田径比赛中的故事。田賽與径賽也常是美國電影的主題，例如1981年的《個人最佳》及1991年的《熱血豪情》。這類電影中常有传记片，例如1997年描述史蒂夫·普雷方丹的《阿普正傳》，以及1951年由伯特·蘭卡斯特主演的吉姆·索普》。也常有田徑主題的紀錄片，例如2007年的《Spirit of the Marathon》，描述2005年芝加哥馬拉松前跑者的賽前準備。

## 資料來源
1. ↑  Para- Athletics – History 的存檔，存档日期2012-05-31., Athletics Canada
2. ↑  About the Sport 的存檔，存档日期2012-06-25., IPC Athletics
3. ↑  International Paralympic Committee, IPC Athletics Classification （页面存档备份，存于）
4. ↑  Gareth A Davies, London Marathon 2013: rethink over wheelchair race start time to avoid repeat of Josh Cassidy collision （页面存档备份，存于）, The Guardian, 22 April 2013.
5. ↑  張保羅. . 國家出版社. ISBN 957-36-0726-3.
6. ↑  .   [2021-07-26]. （原始内容存档于2021-07-26）.
7. ↑   (PDF).   [2011-10-10]. （原始内容 (PDF)存档于2011-10-11）. IAAF Competition Rules 2010–2011
8. ↑  Competition Rules 2010–11 的存檔，存档日期2010-12-17. (p.227–228). IAAF. Retrieved on 2010-05-31.
9. 1 2  Competition Rules 2010–11 的存檔，存档日期2010-12-17. (p.224–226). IAAF. Retrieved on 2010-05-31.
10. ↑  IAAF National Member Federations （页面存档备份，存于）. IAAF. Retrieved on 26 March 2010.
11. ↑  IAAF Member Federation Manual – Chapter 2 的存檔，存档日期2010-05-25. (pp. 17–18).IAAF. Retrieved on 26 March 2010.
12. ↑  Berendonk, Brigitte & W. Franke, Werner (1997). "Hormonal doping and androgenization of athletes: a secret program of the German Democratic Republic government". Clinical Chemistry. 43 (7): 1262–1279. doi:10.1093/clinchem/43.7.1262. PMID 9216474
13. 1 2   Mirkin, Gabe; Marshall Hoffman (1978). The Sports Medicine Book. Little Brown & Co. ISBN 9780316574365.
14. ↑   Ingle, Sean (6 March 2016). "Why the IAAF must ensure Russia remains banned for Rio Olympics". Retrieved 22 July 2019.
15. ↑  Ancient Olympic Events; Pentathlon （页面存档备份，存于）. Perseus digital library. Retrieved on 2009-08-03.

## 外部連結
- 國際田徑總會官方網頁 （页面存档备份，存于）
- 歐洲田徑總會官方網頁 （页面存档备份，存于）
- World Masters Athletics Rankings engl.
- Athletics News and Video （页面存档备份，存于）
- 田徑賽的動畫集 （页面存档备份，存于） TV2ne1 Official Channel （页面存档备份，存于） YouTube
- 運動筆記田徑小知識 （页面存档备份，存于）